# チャーマ・ラージャ7世
チャーマ・ラージャ7世（Chama Raja VII, 1704年 - 1734年）は、南インドのカルナータカ地方、マイソール王国の君主（在位：1732年 - 1734年）。

## 生涯
1732年、マイソール王クリシュナ・ラージャ1世の死の間際、一族であるチャーマ・ラージャ7世がその妃の養子となり、3月5日に同王が死ぬとその王位を継承した。
しかし、1734年6月10日、チャーマ・ラージャ7世はダラヴァーイーらにより廃位され、妃ともにカバラドゥルガへと幽閉されたのち、同年のうちに獄死した。